# Kasteel Kantara
Kasteel Kantara (Grieks: Κάστρο της Καντάρας) is het meest oostelijke kasteel op het Kyreniagebergte op het noordelijk door de Turken bezette deel van Cyprus. Het kasteel is in de 10e eeuw door de Byzantijnen gebouwd ter beveiliging tegen Arabische piraten.
De andere kastelen zijn kasteel Saint Hilarion en Kasteel Buffavento.

## Afbeeldingen van het Kasteel Kantara

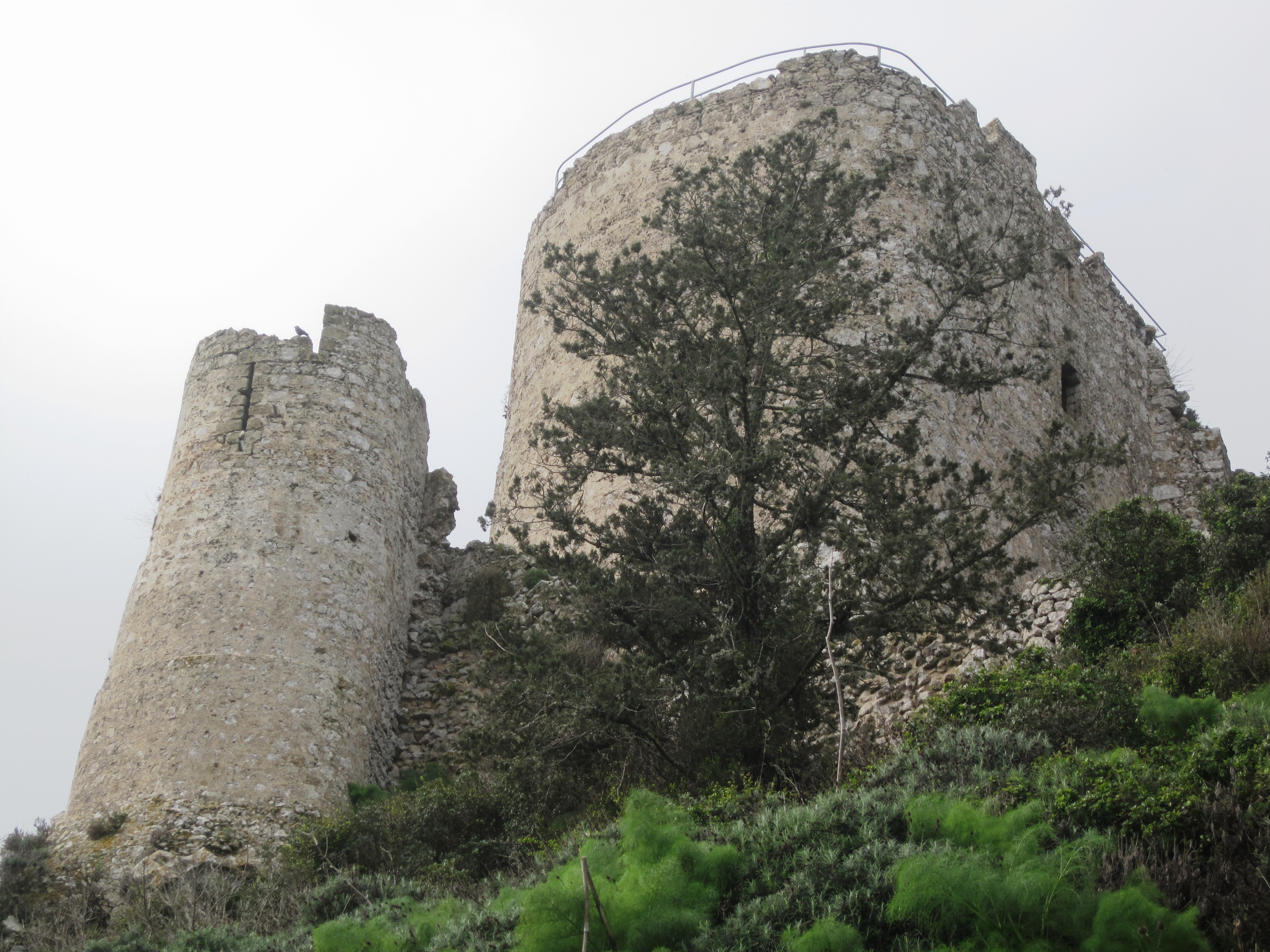
Het kasteel
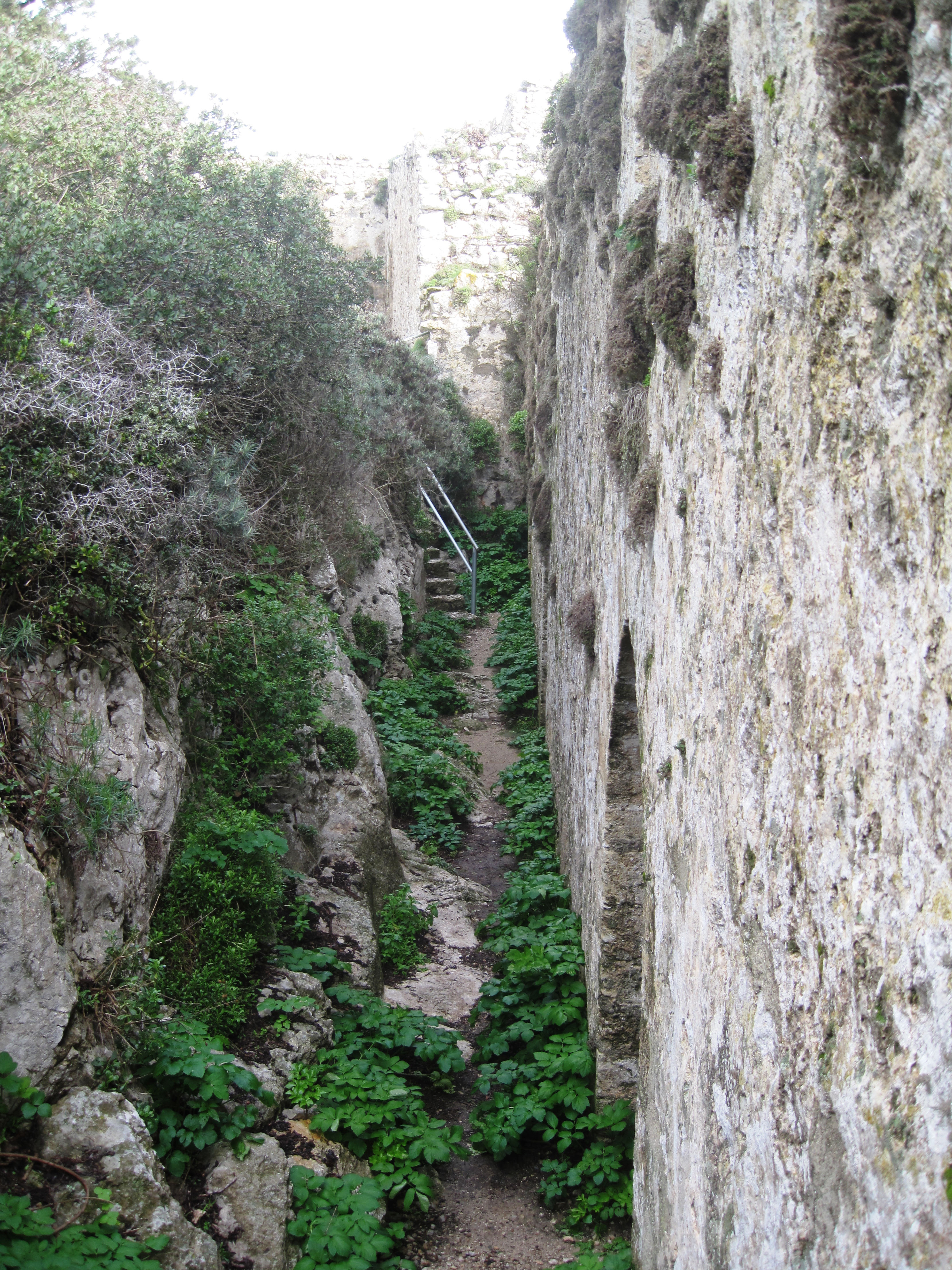
In het kasteel
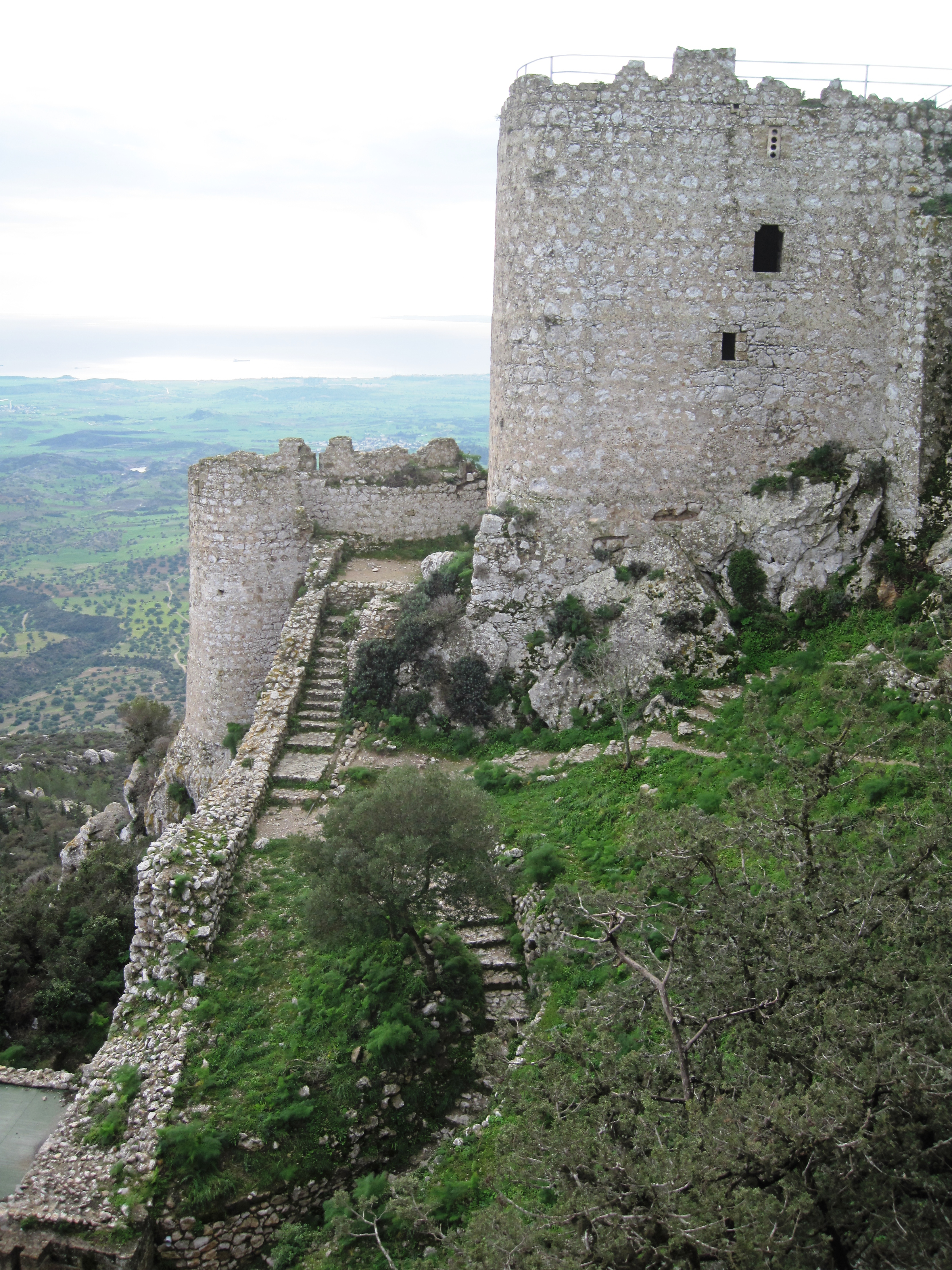
De oude binnenplaats
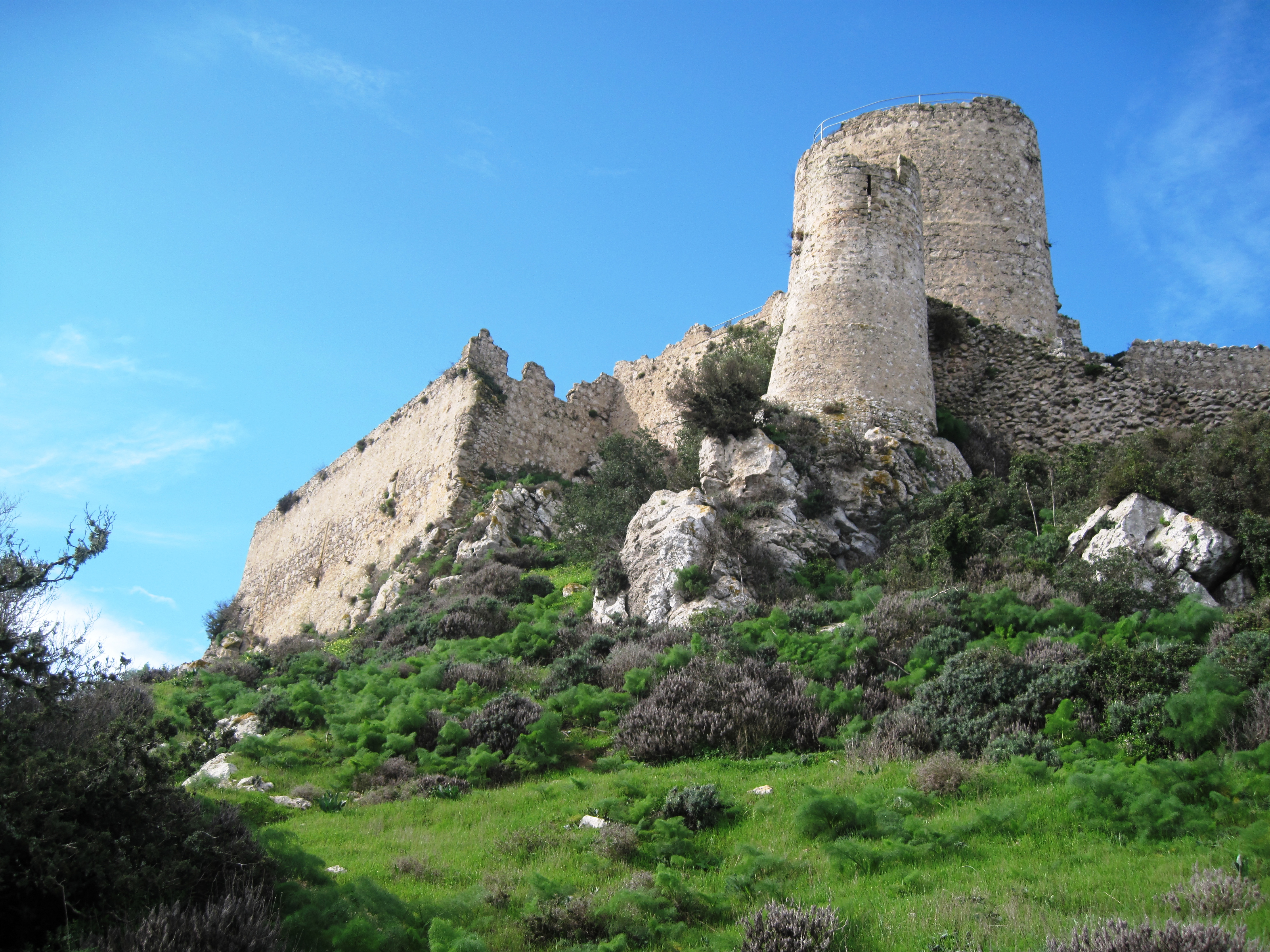
De uitkijktorens